# Hans Mackowsky
Hans Mackowsky (né le 19 novembre 1871 à Berlin et mort le 18 juillet 1938 à Potsdam) est un historien de l'art allemand.

## Biographie
Hans Mackowsky étudie l'histoire de l'art à Berlin et Fribourg et obtient son doctorat en 1893 à Berlin. De 1896 à 1900, il est assistant de recherche à la Pinacothèque de Berlin. Il est ensuite resté à Florence pendant deux ans à des fins d'études, puis vit comme chercheur privé à Berlin. À partir de 1905, Mackowsky travaille comme auteur pour le magazine d'art Kunst und Künstler (de) dans la maison d'édition de Bruno Cassirer et à partir de 1908 comme chargé de cours à l'Académie Humboldt (de) et à l'Université Lessing à Berlin (de). En 1909, il reçoit le titre de professeur. En 1912, il devient directeur du Musée Rauch de la Galerie nationale de Berlin. Il est situé dans la Klosterstraße (de) et depuis le début des années 1930 dans l'aile de l'Orangerie du château de Charlottenbourg. En 1914, il devient directeur adjoint à la Galerie nationale, à partir de 1916 il y travaille comme conservateur. L'œuvre de la vie du sculpteur Johann Gottfried Schadow est au centre de ses recherches. Mackowsky se fait un nom en tant qu'auteur et éditeur de nombreux livres sur des artistes importants du XVIIIe au XXe siècle.
Hermann von Wedderkop décrit également Hans Mackowsky comme le meilleur connaisseur du Berlin inconnu et lui dédie son livre décrit . Franz Hessel rend hommage à Mackowsky dans son livre Spazieren in Berlin :
Mackowsky est victime des lois de Nuremberg à l'époque nazie en raison de sa filiation. Wolf Jobst Siedler (de) rappelle en 2004 qu'il "a connu une fin triste et solitaire en 1938 parce qu'il était juif". Hans Mackowsky décède le 18 juillet 1938 à Potsdam et inhumé au cimetière de Bornstedt. La veuve de Mackowsky, Else, qui vit jusqu'en 1950, publie de nouvelles éditions de ses livres après sa mort.

## Publications (sélection)
- Die Bildwerke Gottfried Schadows. Mit einer Einleitung von Paul Ortwin Rave. Deutscher Verein für Kunstwissenschaft, Berlin 1951.
- Schadows Graphik (= Forschungen zur deutschen Kunstgeschichte, Band 19). Deutscher Verein für Kunstwissenschaft, Berlin 1936.
- Michelangelo. Anhang mit „verschollene(n), zweifelhafte(n) und unechte(n) Arbeiten“, Stammtafeln, Quellen und Literatur sowie Register. Cassirer, Berlin 1931.
- Johann Gottfried Schadow. Jugend und Aufstieg 1764 bis 1797. Grote, Berlin 1927.
- Häuser und Menschen im alten Berlin. Cassirer, Berlin 1923.
- Adolph Menzel. Die Soldaten Friedrichs des Großen. Eingeleitet und erläutert von Hans Mackowsky. Seemann, Leipzig 1923.
- Karl Friedrich Schinkel. Briefe, Tagebücher, Gedanken. Ausgewählt, eingeleitet und erläutert von Hans Mackowsky.  Propyläen, Berlin 1922.
- Im Abendrot. Gedichte. o. V. [Eduard Stichnote], o. O. [Potsdam], o. J. [1920].
- Das schöne Buch im alten Berlin. In: Almanach des Verlages Bruno Cassirer. Berlin 1920.
  - Nachdruck: Das schöne Buch im alten Berlin. Freundesgabe für die Mitglieder des Berliner Bibliophilen Abends. Berlin 1994.
- mit Wolfgang Schütz: Das Alt-Berliner Grabmal 1750 bis 1850. Hundert Aufnahmen und Vermessungen – kunstgeschichtlich eingeleitet von Hans Mackowsky. Cassirer, Berlin 1918.
- Christian Daniel Rauch. 1777 bis 1857. Cassirer, Berlin 1916.
  - Nachdruck Propyläen, Frankfurt am Main, Berlin, Wien 1981,  (ISBN 978-3-549-06655-3).
- Michelangniolo. Marquardt, Berlin 1908,
  - bei Cassirer 1919, 1921,
  - bei Cassirer ab 1925 u. d. Titel Michelangelo
    - 1925, 1931,
    - bei Metzler 1939, 1941, 1947, 1951.
- Hrsg. mit August Pauly (de) u. Wilhelm Weigand (de): Adolph Bayersdorfers Leben und Schriften. Aus seinem Nachlass herausgegeben. Bruckmann, München 1902.
- Verrocchio. Verlag Velhagen & Klasing, Bielefeld und Leipzig 1901.